# Luce megye
Luce megye az Amerikai Egyesült Államokban, azon belül Michigan államban található. Megyeszékhelye és legnagyobb városa Newberry. Lakosainak száma 5339 fő (2020. április 1.). Luce megye Schoolcraft, Alger, Chippewa és Mackinac megyékkel határos.

## Népesség
A megye népességének változása:
| Lakosok száma | 6599 | 6522 | 6511 | 6502 | 6415 | 5339 |
|               | 2010 | 2011 | 2012 | 2013 | 2015 | 2020 |